# Отрядын Гундэгмаа
Отрядын Гундэгмаа (монг. Отрядын Гүндэгмаа, род. 23 мая 1978 года, Улан-Батор) — монгольский стрелок, участница семи подряд Олимпиад (1996—2020).
Дебютировала на Олимпийских играх в Атланте, где сразу же заняла 5-е место в стрельбе из пистолета на дистанции в 25 метров. На двух следующих Олимпиадах в этой дисциплине занимала шестые места. На Играх в Пекине завоевала в коронной дисциплине «серебро».
Также выступала на Олимпиадах в стрельбе из пневматического пистолета на 10 метров, на особых успехов в этой дисциплине не имела.
| Дисциплина                 | Игры                | Место | Результат |
| Пистолет, 25 метров        | Атланта 1996        | 5     | 580+101,3 |
| Пистолет, 25 метров        | Сидней 2000         | 6     | 581+99,9  |
| Пистолет, 25 метров        | Афины 2004          | 6     | 583+100,4 |
| Пистолет, 25 метров        | Пекин 2008          | 2     | 590+102,2 |
| Пистолет, 25 метров        | Лондон 2012         | 27    | 577       |
| Пистолет, 25 метров        | Рио-де-Жанейро 2016 | 12    | 579       |
| Пневм. пистолет, 10 метров | Атланта 1996        | 30    | 372       |
| Пневм. пистолет, 10 метров | Сидней 2000         | 9     | 382       |
| Пневм. пистолет, 10 метров | Афины 2004          | 16    | 380       |
| Пневм. пистолет, 10 метров | Пекин 2008          | 12    | 382       |
| Пневм. пистолет, 10 метров | Лондон 2012         | 18    | 380       |
| Пневм. пистолет, 10 метров | Рио-де-Жанейро 2016 | 20    | 379       |